# Lisignago
Lisignago – miejscowość i gmina we Włoszech, w regionie Trydent-Górna Adyga, w prowincji Trydent.
Według danych na rok 2004 gminę zamieszkiwały 463 osoby, 66,1 os./km².
1 stycznia 2016 gmina została zlikwidowana.